# ParaType (fonderie typographique)
Ne doit pas être confondu avec Paratype.
ParaType est une fonderie typographique numérique basée à Moscou en Russie. 
De 2009 à 2011, ParaType publie les polices Public Types sous licence libre, avec le financement de l’agence fédérale de la Presse et de la Communication de masse de la Fédération russe.